# Highland (Arkansas)
Highland é uma cidade localizada no estado americano de Arkansas, no Condado de Sharp.

## Demografia
Segundo o censo americano de 2000, a sua população era de 986 habitantes.
Em 2006, foi estimada uma população de 1076, um aumento de 90 (9.1%).

## Geografia
De acordo com o United States Census Bureau, a localidade tem uma área de 22,7 km², dos quais 22,6 km² cobertos por terra e 0,1 km² cobertos por água.

## Localidades na vizinhança
O diagrama seguinte representa as localidades num raio de 24 km ao redor de Highland.